# ألكسندر بيغام
الميجور جنرال السير ألكسندر غوردون بيغام (بالإنجليزية: Alexander Gordon Biggam)‏ ـ (14 أبريل 1888 ـ 22 مارس 1963) هو طبيب وضابط جيش اسكتلندي، عمل أستاذًا للطب بالجامعة المصرية.
تعلم في كلية جورج واطسون، ثم حصل على درجة البكالوريوس في الطب والجراحة من جامعة إدنبرة سنة 1911، ثم عمل طبيبًا مقيمًا بمشفى إدنبرة الملكي، وفي سنة 1912 كُلف بالعمل في الفيلق الطبي بالجيش الملكي البريطاني، فشارك من هذا الموقع في معارك الحرب العالمية الأولى على الجبهة الفرنسية، حيث جُرح سنة 1915، ثم خدم في الهند بين عامي 1916 و1921، ونال وسام الإمبراطورية البريطانية عن خدمته مع حملة وزيرستان (1919 ـ 1921) على الجبهة الشمالية الغربية للهند.
في سنة 1924 نال بيغام درجة الدكتوراه في الطب من جامعة إدنبرة، ثم عمل مديرًا لقسم الأمراض الباطنة بمستشفى قصر العيني بالقاهرة وأستاذًا للطب الإكلينيكي بالجامعة المصرية (1926 ـ 1933). عمل بيغام بعد ذلك ممتحنًا في تخصص الأمراض الباطنة بمدرسة كتشنر للطب بالخرطوم والجامعة الأميركية في بيروت، ثم عُين سنة 1937 طبيبًا شرفيًا للملك جورج السادس.
في الحرب العالمية الثانية، خدم بيغام في الهند وبورما، وعُين طبيبًا استشاريًا للجيش البريطاني في الفترة من سنة 1941 إلى سنة 1947.
عُين بيغام لدى عودته إلى اسكتلندا محاضرًا كبيرًا لطب المناطق الحارة بجامعة إدنبرة سنة 1947، ثم انتُخب زميلًا للجمعية الملكية بإدنبرة سنة 1950.

## التكريم والجوائز
- وشاح النيل من الطبقة الثالثة (مصر).
- عُين سنة 1937 طبيبًا شرفيًا للملك جورج السادس.[2]
- حصل على لقب سير سنة 1946.[3]
- انتُخب زميلًا بالجمعية الملكية في إدنبرة في 6 مارس 1950.[1]